# Приштински сајам књига
Приштински сајам књига (алб. Panairi i Librit në Prishtinë) је годишњи сајам књига који се одржава у Приштини, административном центру Аутономне Покрајине Косово и Метохија. Организује се сваке године у Палати омладине и спорта.

## Историјат
Први сајам књига одржан је од 17. до 22. новембра 1999. године после рата на Косову и Метохији, али су наредни организовани током маја и/или јуна. Број учесника је око 100 издавача, углавном из Србије, Албаније, Северне Македоније, Црне Горе и дијаспоре.
Постоји прилично велики број књига које објављују углавном српски, албански, македонски и црногорски издавачи, као и поједини страни издавачи (немачки, француски, енглески итд). Један је од најзначајнијих догађаја на Косову и Метохији, а такође је важно место где интелектуалци и сви други људи промовишу идеју и потребу за развојем и афирмацијом правих вредности, као и добре дебате о књигама и списима.